# Stazione di Miglio d’Oro
Stazione di Miglio d'Oro vasútállomás Olaszországban, Ercolano településen.

## Vasútvonalak
Az állomást az alábbi vasútvonalak érintik:
- Napoli-Pompei-Poggiomarino-vasútvonal

## Kapcsolódó állomások
A vasútállomáshoz az alábbi állomások vannak a legközelebb:
- Stazione di Torre del Greco (Circumvesuviana) (Stazione di Poggiomarino, Napoli-Pompei-Poggiomarino-vasútvonal)
- Stazione di Ercolano Scavi (Stazione di Napoli Porta Nolana, Napoli-Pompei-Poggiomarino-vasútvonal)